# Alter jüdischer Friedhof (Bad Berleburg)

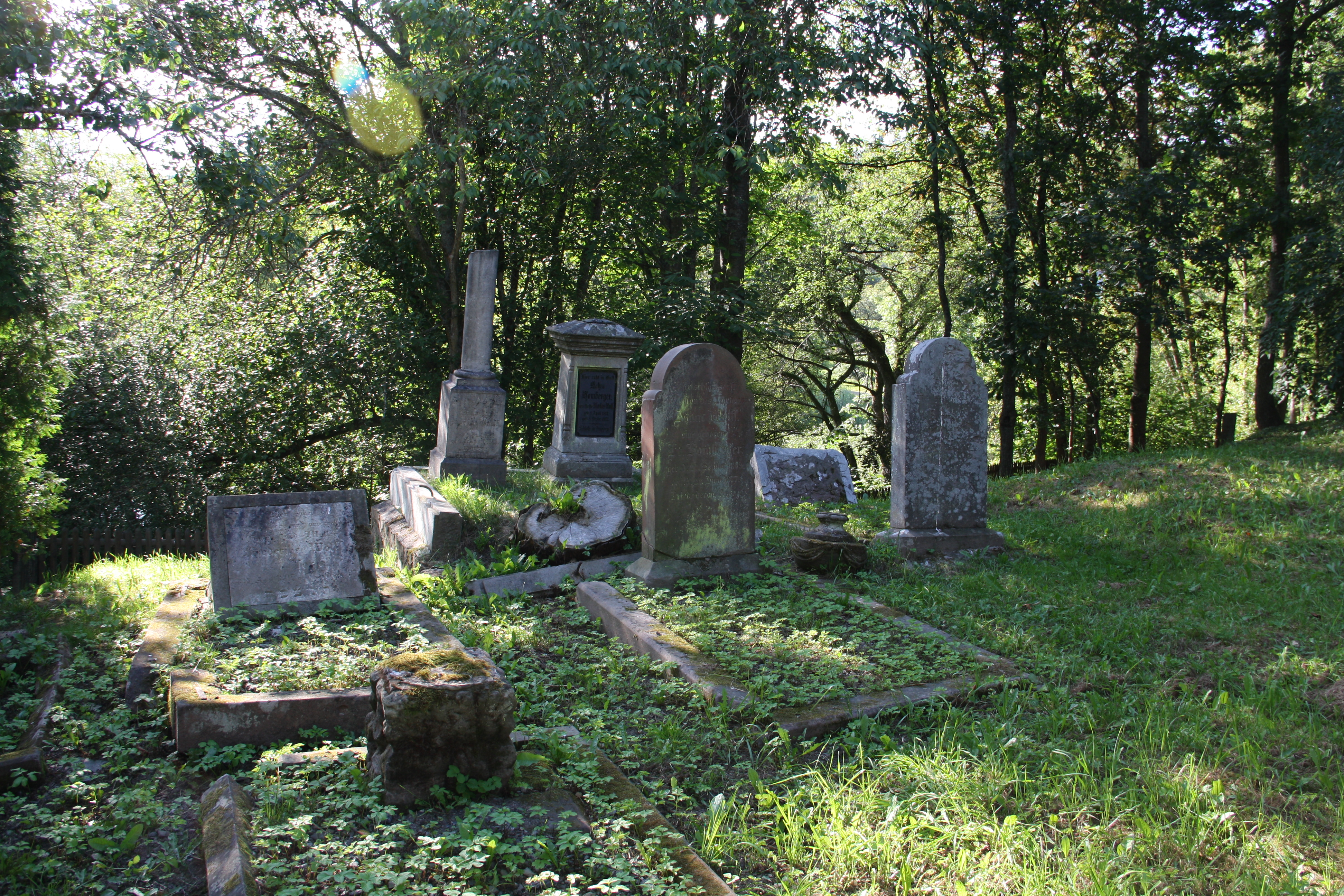
Alter jüdischer Friedhof in Bad Berleburg

Der Alte jüdische Friedhof in Bad Berleburg, einer Stadt im Kreis Siegen-Wittgenstein in Nordrhein-Westfalen, wurde vor 1760 angelegt. Der jüdische Friedhof nordwestlich des Schlosses wurde 1760 bis 1904 belegt. Auf dem Friedhof sind heute noch circa 40 Grabsteine vorhanden.